# Sedum palmeri
Sedum palmeri är en fetbladsväxtart som beskrevs av S. Wats.. Sedum palmeri ingår i Fetknoppssläktet som ingår i familjen fetbladsväxter. Inga underarter finns listade i Catalogue of Life.

## Bildgalleri

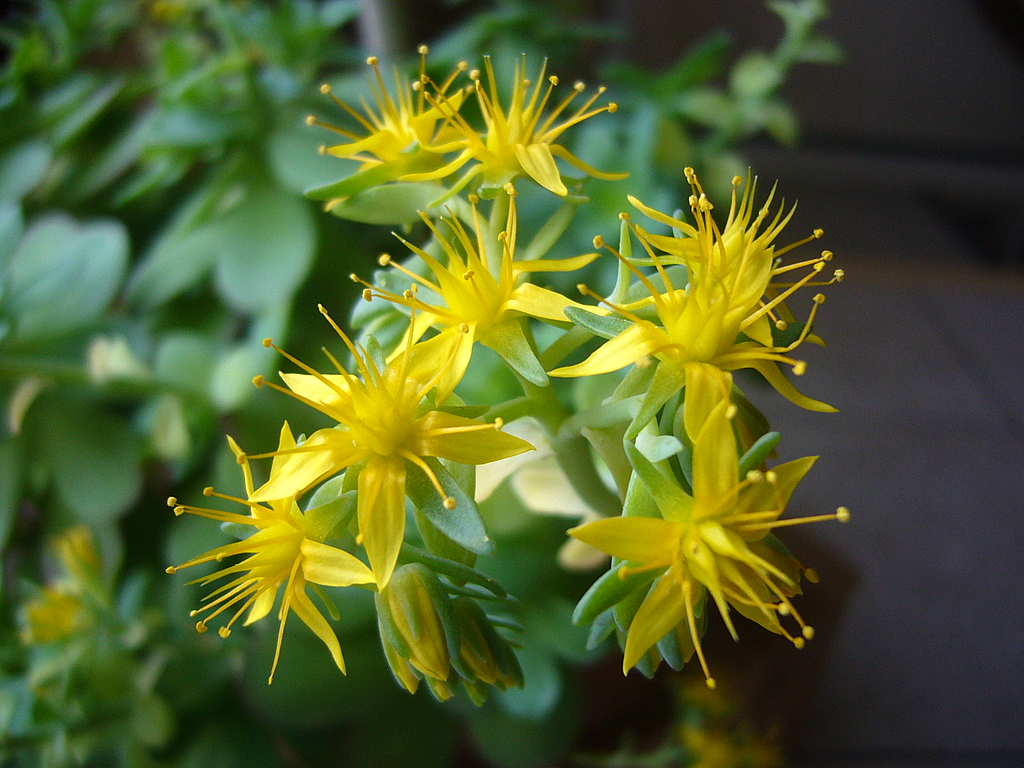
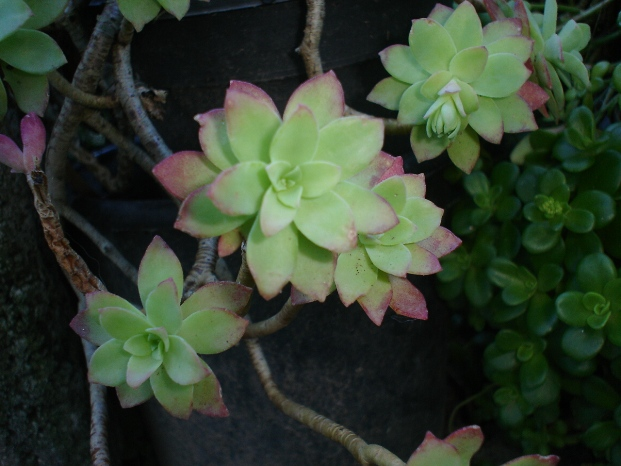